# Luigi Frullini
Luigi Frullini (Florencia, 25 de marzo de 1839  - Florencia, 29 de junio de 1897) fue un escultor, entallador y ebanista italiano. 

## Biografía
Se inició en el taller de Angiolo Barbetti, donde coincidió con Egisto Gaiani y Francesco Morini, con los que creó un estilo de mobiliario lujoso y de tallas delicadas, de reminiscencias renacentistas. Con Gaiani publicó en París una colección de diseños titulada Panneaux et ornements en bois sculptés.
Realizó todo tipo de obras en madera, desde marcos, cajas de reloj, candelabros y encuadernaciones hasta armarios, arcones, gabinetes y otras piezas más complejas, en las que demostró un gran virtuosismo. Exhibió su obra en varias exposiciones universales, como la de Londres de 1862, la de París de 1867 o la de Viena de 1873 (varias piezas para esta última se conservan en el Museum für Angewandte Kunst de Viena).
Tuvo clientela tanto en Europa como en Estados Unidos, donde en 1875 realizó la decoración de la biblioteca y el comedor del Château-sur-Mer, en Newport (Rhode Island). En 1873 elaboró un estudio decorativo para el coleccionista británico William Drake, del que se conserva un portfolio stand en el Victoria & Albert Museum de Londres. En 1890 se encargó de la decoración de la biblioteca del 231 de Madison Avenue en Nueva York (actual Lutheran Church Headquarters).